# A True Blood – Inni és élni hagyni epizódjainak listája
Ez az oldal a True Blood – Inni és élni hagyni című televíziós sorozat epizódlistáját tartalmazza.

## Évados áttekintés
| Évad | Évad | Epizódok | Eredeti sugárzás    | Eredeti sugárzás     | Eredeti adó | Magyar sugárzás    | Magyar sugárzás      | Magyar adó |
| Évad | Évad | Epizódok | Évadpremier         | Évadfinálé           | Eredeti adó | Évadpremier        | Évadfinálé           | Magyar adó |
| ---- | ---- | -------- | ------------------- | -------------------- | ----------- | ------------------ | -------------------- | ---------- |
|      | 1    | 12       | 2008. szeptember 7. | 2008. november 23.   | HBO         | 2009. február 2.   | 2009. április 21.    | HBO        |
|      | 2    | 12       | 2009. június 14.    | 2009. szeptember 13. | HBO         | 2009. november 17. | 2010. február 2.     | HBO        |
|      | 3    | 12       | 2010. június 13.    | 2010. szeptember 12. | HBO         | 2010. november 23. | 2011. február 8.     | HBO        |
|      | 4    | 12       | 2011. június 26.    | 2011. szeptember 11. | HBO         | 2011. október 4.   | 2011. december 20.   | HBO        |
|      | 5    | 12       | 2012. június 10.    | 2012. augusztus 26.  | HBO         | 2012. október 2.   | 2012. december 18.   | HBO        |
|      | 6    | 10       | 2013. június 16.    | 2013. augusztus 18.  | HBO         | 2013. augusztus 6. | 2013. október 8.     | HBO        |
|      | 7    | 10       | 2014. június 22.    | 2014. augusztus 24.  | HBO         | 2014. július 16.   | 2014. szeptember 17. | HBO        |

## 1. évad (2008)
| Sor. | Év. | Cím                                                         | Rendező              | Író           | Premier                                | Nézettség   |
| ---- | --- | ----------------------------------------------------------- | -------------------- | ------------- | -------------------------------------- | ----------- |
| 1.   | 1.  | Különös szerelem (Strange Love)                             | Alan Ball            | Alan Ball     | 2008. szeptember 7. 2009. február 2.   | 1,44 millió |
| 2.   | 2.  | Az első korty (The First Taste)                             | Scott Winant         | Alan Ball     | 2008. szeptember 14. 2009. február 10. | 1,79 millió |
| 3.   | 3.  | Az enyém (Mine)                                             | John Dahl            | Alan Ball     | 2008. szeptember 21. 2009. február 17. | 1,81 millió |
| 4.   | 4.  | Menekülés a sárkány barlangjából (Escape from Dragon House) | Michael Lehmann      | Brian Buckner | 2008. szeptember 28. 2009. február 24. | 1,82 millió |
| 5.   | 5.  | Repkedő szikrák (Sparks Fly Out)                            | Daniel Minahan       | Alexander Woo | 2008. október 5. 2009. március 3.      | 1,74 millió |
| 6.   | 6.  | Hideg föld (Cold Ground)                                    | Nick Gomez           | Raelle Tucker | 2008. október 12. 2009. március 10.    | 1,67 millió |
| 7.   | 7.  | Lángok és szerelem (Burning House of Love)                  | Marcos Siega         | Chris Offutt  | 2008. október 19. 2009. március 17.    | 2,10 millió |
| 8.   | 8.  | A negyedik férfi a tűzben (The Fourth Man in the Fire)      | Michael Lehmann      | Alexander Woo | 2008. október 26. 2009. március 24.    | 2,07 millió |
| 9.   | 9.  | Plaisir d'Amour (Plaisir d'Amour)                           | Anthony M. Hemingway | Brian Buckner | 2008. november 2. 2009. március 31.    | 2,35 millió |
| 10.  | 10. | Nem akarom tudni (I Don't Wanna Know)                       | Scott Winant         | Chris Offutt  | 2008. november 9. 2009. április 7.     | 2,39 millió |
| 11.  | 11. | Szeretni annyi, mint temetni (To Love Is to Bury)           | Nancy Oliver         | Nancy Oliver  | 2008. november 16. 2009. április 14.   | 2,67 millió |
| 12.  | 12. | Te leszel a végzetem (You'll Be the Death of Me)            | Alan Ball            | Raelle Tucker | 2008. november 23. 2009. április 21.   | 2,45 millió |

## 2. évad (2009)
| Sor. | Év. | Cím                                                | Rendező         | Író                               | Premier                               | Nézettség   |
| ---- | --- | -------------------------------------------------- | --------------- | --------------------------------- | ------------------------------------- | ----------- |
| 13.  | 1.  | Csupa vér (Nothing But the Blood)                  | Daniel Minahan  | Alexander Woo                     | 2009. június 14. 2009. november 17.   | 3,70 millió |
| 14.  | 2.  | Nincs megállás (Keep This Party Going)             | Michael Lehmann | Brian Buckner                     | 2009. június 21. 2009. november 24.   | 3,41 millió |
| 15.  | 3.  | Karmolások (Scratches)                             | Scott Winant    | Raelle Tucker                     | 2009. június 28. 2009. december 1.    | 3,70 millió |
| 16.  | 4.  | Fülledt energiák (Shake and Fingerpop)             | Michael Lehmann | Alan Ball                         | 2009. július 12. 2009. december 8.    | 3,90 millió |
| 17.  | 5.  | Soha ne engedj el (Never Let Me Go)                | John Dahl       | Nancy Oliver                      | 2009. július 19. 2009. december 15.   | 3,85 millió |
| 18.  | 6.  | Keményszívűek (Hard-Hearted Hannah)                | Michael Lehmann | Brian Buckner                     | 2009. július 26. 2009. december 22.   | 4,00 millió |
| 19.  | 7.  | Engedj el (Release Me)                             | Michael Ruscio  | Raelle Tucker                     | 2009. augusztus 2. 2009. december 29. | 4,27 millió |
| 20.  | 8.  | Időzített bomba (Timebomb)                         | John Dahl       | Alexander Woo                     | 2009. augusztus 9. 2010. január 5.    | 4,43 millió |
| 21.  | 9.  | Feltámadok (I Will Rise Up)                        | Scott Winant    | Nancy Oliver                      | 2009. augusztus 16. 2010. január 12.  | 4,46 millió |
| 22.  | 10. | Új világ a horizonton (New World in My View)       | Adam Davidson   | Kate Barnow és Elisabeth R. Finch | 2009. augusztus 23. 2010. január 19.  | 5,33 millió |
| 23.  | 11. | Gyilkos őrület (Frenzy)                            | Daniel Minahan  | Alan Ball                         | 2009. augusztus 30. 2010. január 26.  | 5,19 millió |
| 24.  | 12. | Ezen túl csak az üresség (Beyond Here Lies Nothin) | Michael Cuesta  | Alexander Woo                     | 2009. szeptember 13. 2010. február 2. | 5,11 millió |

## 3. évad (2010)
| Sor. | Év. | Cím                                               | Rendező             | Író                               | Premier                               | Nézettség   |
| ---- | --- | ------------------------------------------------- | ------------------- | --------------------------------- | ------------------------------------- | ----------- |
| 25.  | 1.  | Rossz vér (Bad Blood)                             | Daniel Minahan      | Brian Buckner                     | 2010. június 13. 2010. november 23.   | 5,09 millió |
| 26.  | 2.  | Tökéletesen tökéletlen (Beautifully Broken)       | Scott Winant        | Raelle Tucker                     | 2010. június 20. 2010. november 30.   | 4,26 millió |
| 27.  | 3.  | Nekem is fáj (It Hurts Me Too)                    | Michael Lehmann     | Alexander Woo                     | 2010. június 27. 2010. december 7.    | 4,46 millió |
| 28.  | 4.  | 9 bűntett (9 Crimes)                              | David Petrarca      | Kate Barnow és Elisabeth R. Finch | 2010. július 11. 2010. december 14.   | 4,68 millió |
| 29.  | 5.  | Bajban (Trouble)                                  | Scott Winant        | Nancy Oliver                      | 2010. július 18. 2010. december 21.   | 4,86 millió |
| 30.  | 6.  | Nekem is szabad (I Got a Right to Sing the Blues) | Michael Lehmann     | Alan Ball                         | 2010. július 25. 2010. december 28.   | 4,74 millió |
| 31.  | 7.  | Koppanás a földön (Hitting the Ground)            | John Dahl           | Brian Buckner                     | 2010. augusztus 1. 2011. január 4.    | 5,24 millió |
| 32.  | 8.  | Éjszaka nappal (Night on the Sun)                 | Lesli Linka Glatter | Raelle Tucker                     | 2010. augusztus 8. 2011. január 11.   | 5,09 millió |
| 33.  | 9.  | Minden odalett (Everything Is Broken)             | Scott Winant        | Alexander Woo                     | 2010. augusztus 15. 2011. január 18.  | 5,00 millió |
| 34.  | 10. | Az árulás szaga (I Smell a Rat)                   | Michael Lehmann     | Kate Barnow és Elisabeth R. Finch | 2010. augusztus 22. 2011. január 25.  | 5,39 millió |
| 35.  | 11. | Friss vér (Fresh Blood)                           | Daniel Minahan      | Nancy Oliver                      | 2010. augusztus 29. 2011. február 1.  | 5,44 millió |
| 36.  | 12. | Nem szűnő gonosz (Evil Is Going On)               | Anthony Hemingway   | Alan Ball                         | 2010. szeptember 12. 2011. február 8. | 5,38 millió |

## 4. évad (2011)
| Sor. | Év. | Cím                                                             | Rendező             | Író           | Premier                                 | Nézettség   |
| ---- | --- | --------------------------------------------------------------- | ------------------- | ------------- | --------------------------------------- | ----------- |
| 37.  | 1.  | Nélküle (She's Not There)                                       | Michael Lehmann     | Alexander Woo | 2011. június 26. 2011. október 4.       | 5,42 millió |
| 38.  | 2.  | Menünek vagy öltözve (You Smell Like Dinner)                    | Scott Winant        | Brian Buckner | 2011. július 3. 2011. október 11.       | 2,90 millió |
| 39.  | 3.  | Ha szeretsz, miért haldoklom? (If You Love Me, Why Am I Dyin'?) | David Petrarca      | Alan Ball     | 2011. július 10. 2011. október 18.      | 5,04 millió |
| 40.  | 4.  | Kirobbanó életkedv (I'm Alive and On Fire)                      | Michael Lehmann     | Nancy Oliver  | 2011. július 17. 2011. október 25.      | 5,10 millió |
| 41.  | 5.  | Én és az ördög (Me and the Devil)                               | Daniel Minahan      | Mark Hudis    | 2011. július 24. 2011. november 1.      | 5,26 millió |
| 42.  | 6.  | Bár én lennék a Hold (I Wish I Was the Moon)                    | Jeremy Podeswa      | Raelle Tucker | 2011. július 31. 2011. november 8.      | 5,19 millió |
| 43.  | 7.  | A hajnal hideg, szürke fénye (Cold Grey Light of Dawn)          | Michael Ruscio      | Alexander Woo | 2011. augusztus 7. 2011. november 15.   | 5,14 millió |
| 44.  | 8.  | Elbűvölve (Spellbound)                                          | Daniel Minahan      | Alan Ball     | 2011. augusztus 14. 2011. november 22.  | 5,30 millió |
| 45.  | 9.  | Tűnjünk el innen (Let's Get Out of Here)                        | Romeo Tirone        | Brian Buckne  | 2011. augusztus 21. 2011. november 29.  | 5,53 millió |
| 46.  | 10. | Pusztuljon minden (Burning Down the House)                      | Lesli Linka Glatter | Nancy Oliver  | 2011. augusztus 28. 2011. december 6.   | 5,31 millió |
| 47.  | 11. | Tűzlélek (Soul of Fire)                                         | Michael Lehmann     | Mark Hudis    | 2011. szeptember 4. 2011. december 13.  | 4,39 millió |
| 48.  | 12. | Amikor meghalok (And When I Die)                                | Scott Winant        | Raelle Tucker | 2011. szeptember 11. 2011. december 20. | 5,05 millió |

## 5. évad (2012)
| Sor. | Év. | Cím                                                            | Rendező             | Író             | Premier                                | Nézettség   |
| ---- | --- | -------------------------------------------------------------- | ------------------- | --------------- | -------------------------------------- | ----------- |
| 49.  | 1.  | Változz! Változz! Változz! (Turn! Turn! Turn!)                 | Daniel Minahan      | Brian Buckner   | 2012. június 10. 2012. október 2.      | 5,20 millió |
| 50.  | 2.  | A hatalom mindig győz (Authority Always Wins)                  | Michael Lehmann     | Mark Hudis      | 2012. június 17. 2012. október 9.      | 4,42 millió |
| 51.  | 3.  | Bármi vagyok is, te tettél azzá (Whatever I Am, You Made Me)   | David Petrarca      | Raelle Tucker   | 2012. június 24. 2012. október 16.     | 4,66 millió |
| 52.  | 4.  | Még találkozunk (We'll Meet Again)                             | Romeo Tirone        | Alexander Woo   | 2012. július 1. 2012. október 23.      | 4,54 millió |
| 53.  | 5.  | Akkor bulizzunk (Let's Boot and Rally)                         | Michael Lehmann     | Angela Robinson | 2012. július 8. 2012. október 30.      | 4,50 millió |
| 54.  | 6.  | Reménytelen (Hopeless)                                         | Daniel Attias       | Alan Ball       | 2012. július 15. 2012. november 6.     | 4,63 millió |
| 55.  | 7.  | Kezdetben (In the Beginning)                                   | Michael Ruscio      | Brian Buckner   | 2012. július 22. 2012. november 13.    | 4,46 millió |
| 56.  | 8.  | Valaki, akit ismertem (Somebody That I Used to Know)           | Stephen Moyer       | Mark Hudis      | 2012. július 29. 2012. november 20.    | 4,60 millió |
| 57.  | 9.  | Mindenki világuralomra tör (Everybody Wants to Rule the World) | Daniel Attias       | Raelle Tucker   | 2012. augusztus 5. 2012. november 27.  | 4,50 millió |
| 58.  | 10. | Vége, vége, vége (Gone, Gone, Gone)                            | Scott Winant        | Alexander Woo   | 2012. augusztus 12. 2012. december 4.  | 4,49 millió |
| 59.  | 11. | Napnyugta (Sunset)                                             | Lesli Linka Glatter | Angela Robinson | 2012. augusztus 19. 2012. december 11. | 4,93 millió |
| 60.  | 12. | Mentsd magad (Save Yourself)                                   | Michael Lehmann     | Alan Ball       | 2012. augusztus 26. 2012. december 18. | 5,05 millió |

## 6. évad (2013)
| Sor. | Év. | Cím                                         | Rendező           | Író             | Premier                                 | Nézettség   |
| ---- | --- | ------------------------------------------- | ----------------- | --------------- | --------------------------------------- | ----------- |
| 61.  | 1.  | Ki vagy, úgy igazán? (Who Are You, Really?) | Stephen Moyer     | Raelle Tucker   | 2013. június 16. 2013. augusztus 6.     | 4,52 millió |
| 62.  | 2.  | A Nap (The Sun)                             | Daniel Attias     | Angela Robinson | 2013. június 23. 2013. augusztus 13.    | 4,08 millió |
| 63.  | 3.  | Nem vagy jó (You're No Good)                | Howard Deutch     | Mark Hudis      | 2013. június 30. 2013. augusztus 20.    | 3,94 millió |
| 64.  | 4.  | Végre (At Last)                             | Anthony Hemingway | Alexander Woo   | 2013. július 7. 2013. augusztus 27.     | 4,14 millió |
| 65.  | 5.  | **** el a fájdalmat (Fuck the Pain Away)    | Michael Ruscio    | Angela Robinson | 2013. július 14. 2013. szeptember 3.    | 4,54 millió |
| 66.  | 6.  | Hát nem értesz? (Don't You Feel Me)         | Howard Deutch     | Daniel Kenneth  | 2013. július 21. 2013. szeptember 10.   | 4,47 millió |
| 67.  | 7.  | Este (In the Evening)                       | Scott Winant      | Kate Barnow     | 2013. július 28. 2013. szeptember 17.   | 4,36 millió |
| 68.  | 8.  | Hulla (Dead Meat)                           | Michael Lehmann   | Robin Veith     | 2013. augusztus 4. 2013. szeptember 24. | 4,17 millió |
| 69.  | 9.  | Az élet számít (Life Matters)               | Romeo Tirone      | Brian Buckner   | 2013. augusztus 11. 2013. október 1.    | 4,00 millió |
| 70.  | 10. | Mind együtt megyünk (Radioactive)           | Scott Winant      | Kate Barnow     | 2013. augusztus 18. 2013. október 8.    | 4,14 millió |

## 7. évad (2014)
| Sor. | Év. | Cím                                               | Rendező         | Író             | Premier                                  | Nézettség   |
| ---- | --- | ------------------------------------------------- | --------------- | --------------- | ---------------------------------------- | ----------- |
| 71.  | 1.  | Jézus itt lesz (Jesus Gonna Be Here)              | Stephen Moyer   | Angela Robinson | 2014. június 22. 2014. július 16.        | 4,03 millió |
| 72.  | 2.  | Megtaláltalak (I Found You)                       | Howard Deutch   | Kate Barnow     | 2014. június 29. 2014. július 23.        | 3,06 millió |
| 73.  | 3.  | Robbanásveszély (Fire in the Hole)                | Lee Rose        | Brian Buckner   | 2014. július 6. 2014. július 30.         | 3,20 millió |
| 74.  | 4.  | A halál nem a vég (Death Is Not the End)          | Gregg Fienberg  | Daniel Kenneth  | 2014. július 13. 2014. augusztus 6.      | 3,23 millió |
| 75.  | 5.  | Elveszett ügy (Lost Cause)                        | Howard Deutch   | Craig Chester   | 2014. július 20. 2014. augusztus 13.     | 3,57 millió |
| 76.  | 6.  | Karma (Karma)                                     | Angela Robinson | Angela Robinson | 2014. július 27. 2014. augusztus 20.     | 3,38 millió |
| 77.  | 7.  | Talán az utolsó alkalommal (May Be the Last Time) | Simon Jayes     | Craig Chester   | 2014. augusztus 3. 2014. augusztus 27.   | 3,39 millió |
| 78.  | 8.  | Mindjárt otthon (Almost Home)                     | Jesse Warn      | Kate Barnow     | 2014. augusztus 10. 2014. szeptember 3.  | 3,34 millió |
| 79.  | 9.  | A szerelem halál (Love Is to Die)                 | Howard Deutch   | Brian Buckner   | 2014. augusztus 17. 2014. szeptember 10. | 3,56 millió |
| 80.  | 10. | Köszönöm (Thank You)                              | Scott Winant    | Brian Buckner   | 2014. augusztus 24. 2014. szeptember 17. | 4,04 millió |